# Entoria magna
Entoria magna är en insektsart som beskrevs av Tokuichi Shiraki 1911. Entoria magna ingår i släktet Entoria och familjen Phasmatidae. Inga underarter finns listade i Catalogue of Life.